# 박승국 (축구 선수)
박승국(朴勝國, 1969년 8월 8일 ~ )은 대한민국의 은퇴한 축구 선수이다. 현역시절 미드필더로 뛰었다.